# Nops virginicus
Nops virginicus là một loài nhện trong họ Caponiidae.
Loài này thuộc chi Nops. Nops virginicus được Sánchez-Ruiz miêu tả năm 2010.